# Suchdol (zámek, okres Kutná Hora)
Suchdol je zámek ve stejnojmenném městysi západně od Kutné Hory ve Středočeském kraji. Založen byl ve čtrnáctém století jako gotická tvrz kutnohorských měšťanů. Tvrz v dalších staletích sloužila jako vrchnostenské sídlo menšího statku a v průběhu šestnáctého století byla přestavěna na renesanční zámek. Během třicetileté války bylo celé panství devastováno průchody vojsk a nakonec bylo připojeno k Malešovu. Panským sídlem se zámek znovu stal na dobu několika desetiletí v osmnáctém století, ale po roce 1776 už sloužil pouze hospodářským účelům. Z původní stavební dispozice se dochovala především dvě renesanční křídla se sgrafitovými omítkami a cennými ostěními oken. Zámecký areál je chráněn jako kulturní památka. V zámku sídlí suchdolský obecní úřad.

## Historie
Vesnice Suchdol od poloviny čtrnáctého století patřila bohatým kutnohorským měšťanům. Z nich jsou doloženi Tomlin Velflin, který v letech 1356 a 1358 vykonával patronátní právo k suchdolskému kostelu, a v letech 1366–1377 blíže neznámý měšťan Prokop. Od roku 1394 je jako majitel vsi uváděn Petr Píšek. Některý z těchto patricijů ve vsi pravděpodobně založil gotickou tvrz. První písemná zmínka o ní pochází z roku 1402, kdy byla tvrz dobývána. Došlo k tomu během obležení Kutné Hory vojskem uherského krále Zikmunda. Část uherského vojska plenila krajinu v okolí města a oddíl vedený Markvartem z Úlic oblehl také suchdolskou tvrz, protože Petr Píšek patřil ke stoupencům krále Václava IV. Markvart z Úlic při dobývání po zásahu šípem 27. prosince zemřel. Není jasné, zda byla tvrz dobyta, ale podle Augusta Sedláčka se obránci pravděpodobně vzdali.
Rodina Píšků vlastnila majetky v okolí Suchdola až do konce husitských válek. Roku 1420 však Suchdol patřil Zikmundovu přívrženci Janovi ze Suchdola a od roku 1423 na tvrzi sídlil Jan Kerunk z Lomu. V letech 1431–1433 ji ovládl nejvyšší mincmistr Mikuláš ze Suchdola. Zemřel však bez dědiců a císař Zikmund suchdolský statek daroval Půtovi z Častolovic. Určitý majetkový vztah k vesnici nadále zůstával Janu Kerunkovi, který roku 1454 musel odevzdat své poddané v Suchdole, protože nedokázal doložit své nároky na ně. V roce 1481 Suchdol patřil Janu Hrabaňovi z Přerubenic.
V roce 1500 v Suchdole sídlil Mikuláš Hrabaně z Přerubenic. Jeho nástupcem se stal Petr Amcha z Borovnice, který v letech 1508–1512 statek prodal za 500 kop českých grošů Záviši Sulkovi z Hrádku. V následujících letech se rychle vystřídali tři majitelé: Kuneš Bohdanecký z Hodkova (1516–1521), Oldřich Pařízek z Pařízku (1525–1529) a jeho příbuzný Jan (1530).

### Popelové zVesce
Nejspíš Jan Pařízek z Pařízsku Suchdol vyměnil s Václavem Popelem z Vesce za Pašiněves a panství rozšířil o Sedlov a Hranice. Dne 10. listopadu 1545 věnoval své manželce podíl na suchdolském statku ve výši tří set kop grošů a pro případ, že by jej přežila jí přidal množství dobytka.
Popelové z Vesce přestavěli starou tvrz na renesanční zámek. Upraveny byly interiéry ve věži i přilehlém paláci. Obytné prostory rozšířil nový palác postavený podél jihozápadní hradby. Je však možné, že renesanční přestavba proběhla už na začátku šestnáctého století za Záviše Sulka z Hrádku, který mohl mít, jako hejtman Pražského hradu, kontakty na kameníky stavební huti Benedikta Rejta.
Václav zemřel v souboji s Čeňkem Dašickým z Barchova a jeho synové Jan, Oldřich, Petr a Jindřich se vzápětí rozdělili o dědictví. Suchdol s Ratboří dostal Jan Popel z Vesce, který se oženil s Martou z Borovnice, jíž 7. března 1551 zapsal podíl na statku ve výši 375 kop grošů. Podobně jako jeho otec často vyhledával spory, v důsledku čehož musel hradit soudní výlohy a způsobené škody. Aby získal peníze, musel prodat Hranice, Sedlov a v roce 1559 Bořetice. Krátce nato se jeho finanční situace zlepšila, protože se roku 1562 oženil s Magdalénou z Bělčic, které 21. května 1562 zapsal na tvrzi, dvoru a městečku Suchdolu věno ve výši 500 kop grošů. Koupil také Rašovice, ale už roku 1564 musel prodat Ratboř a o rok později i Rašovice, takže mu nakonec zůstal jen Suchdol. V roce 1569 byl se svým bratrem Jindřichem uvězněn v Daliborce na Pražském hradě. Po propuštění musel prodat i Suchdol a získané peníze použít na splacení dluhů.

### Voděradští zHrušova

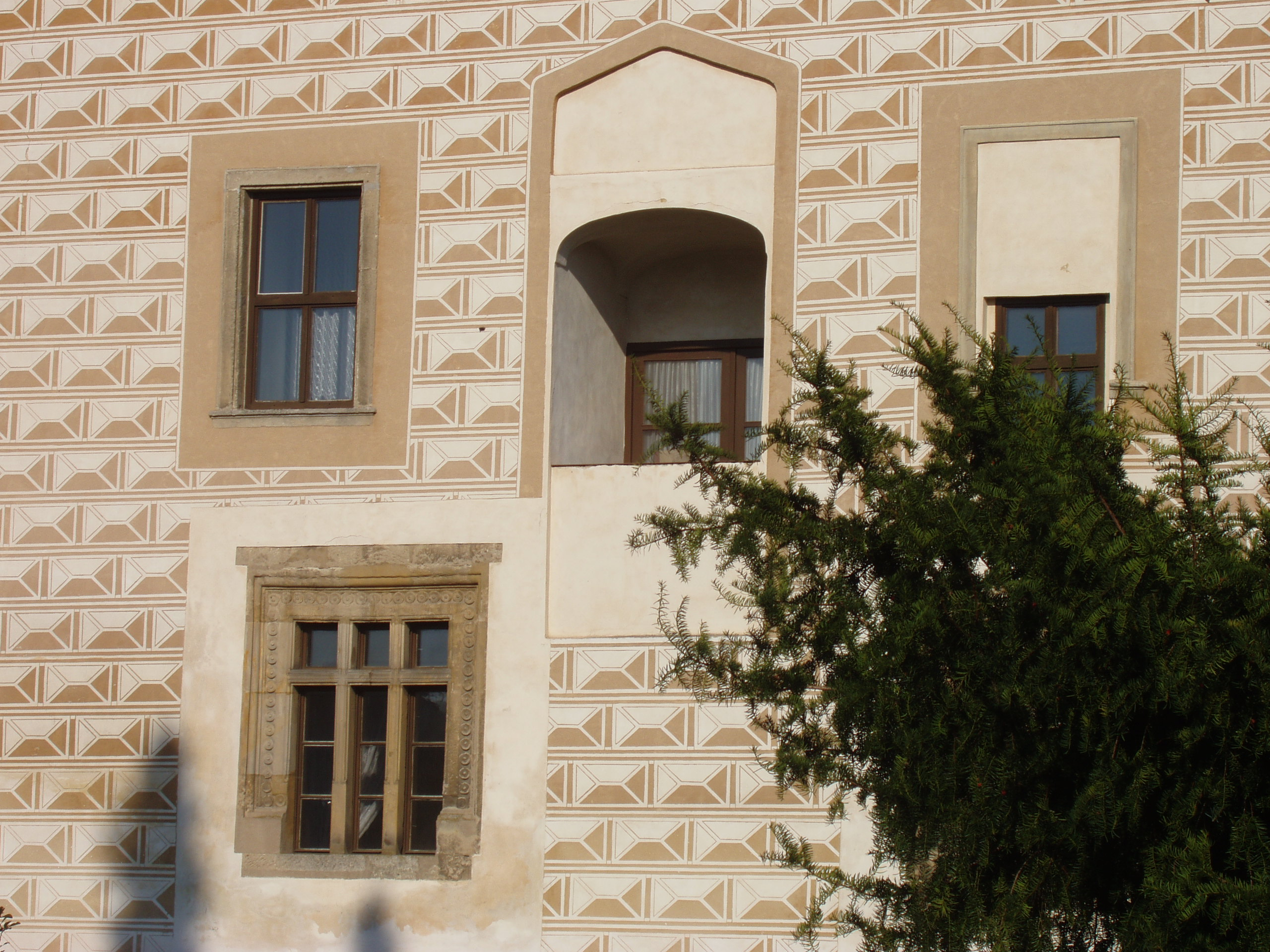
Část jihovýchodní fasády

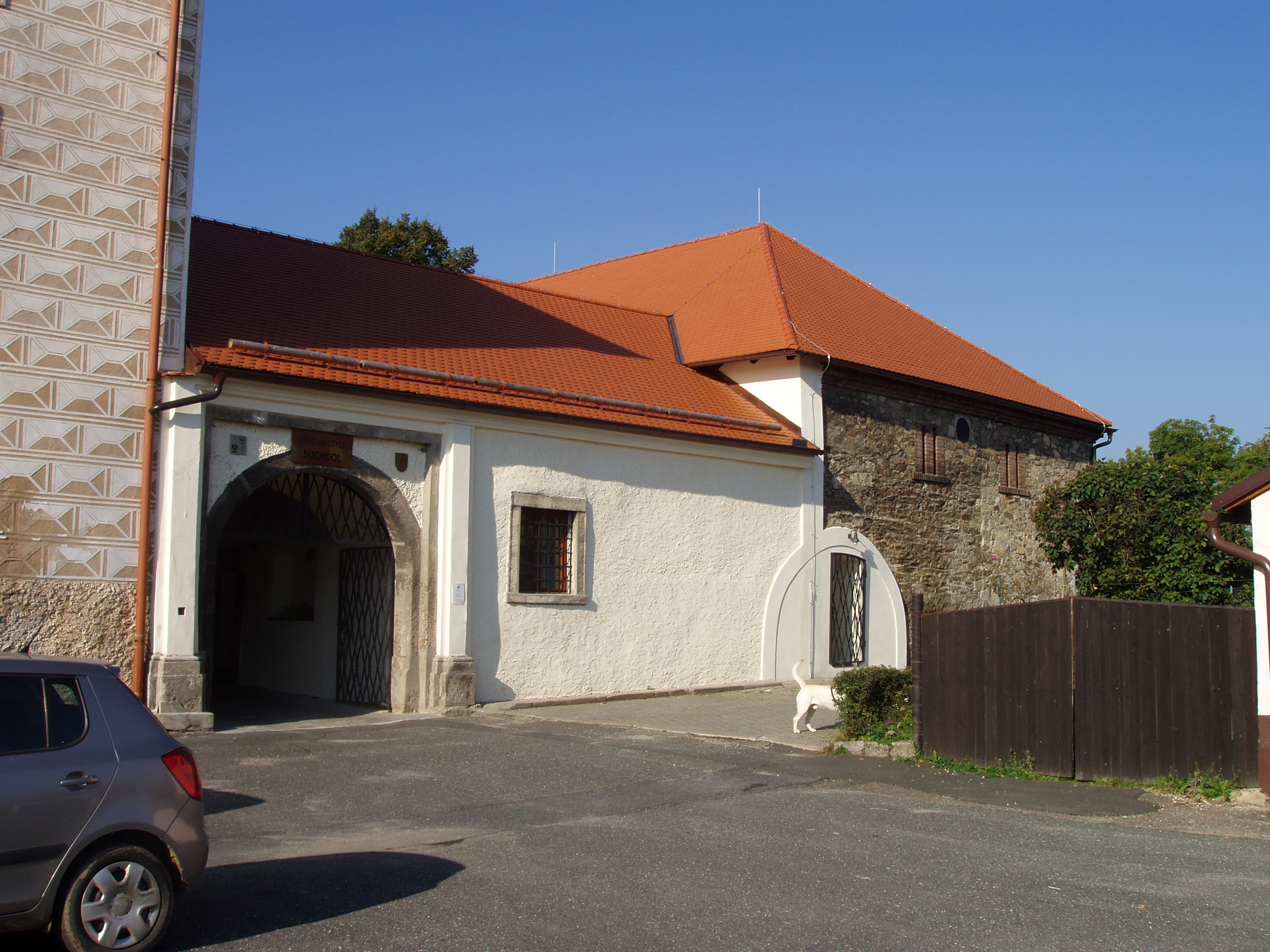
Brána

Kupcem se 6. září 1571 stal Jiří Voděradský z Hrušova a na Dobřeni, který za Suchdol s poplužním dvorem, městečkem, pivovarem, mlýny, částmi vsí Sedlov, Bořetice, Mezholezy a dalšími pozemky zaplatil 13 500 kop míšeňských grošů. Jiří byl roku 1580 popraven na Pražském hradě. Z jeho majetku byl zkonfiskován Malešov, ale o suchdolský statek se rozdělili tři synové. Samotný Suchdol drželi společně dva mladší bratři Václav s Bohuslavem, ale když jejich nejstarší bratr zemřel, podělili se pravděpodobně roku 1593 o majetek znovu a jediným pánem Suchdola se stal Bohuslav Voděradský. Majetek ve své poslední vůli z 18. ledna 1610 odkázal dceři Kateřině Polyxeně, jejíž poručnicí ustanovil manželku a pány ze spřátelených rodin. Rod Voděradských z Hrušova jeho smrtí v roce 1612 vymřel po meči.

### Sedmnácté století
Kateřina Polyxena Voděradská se provdala za Otu z Donína. Během třicetileté války Suchdolem často procházela vojska, která způsobovala velké hospodářské škody. Sama Kateřina Polyxena nebyla dobrá hospodářka, a proto se velmi zadlužila. Suchdol byl v nucené dražbě roku 1631 prodán Egidiovi Fuksovi z Neuenburga za 21 000 kop míšeňských grošů. Egidius převzal povinnost zaplatit Kateřininy dluhy. To ovšem nedokázal, a když zemřel, byl statek 13. listopadu 1638 prodán Ludvíku Širmarovi z Malíkova za 21 200 kop míšeňských grošů. V roce 1639 suchdolské panství vyplenilo švédské vojsko, a Ludvík jej proto 20. února 1641 prodal Janu Oldřichu Pisingerovi z Pisingu za 14 714 kop míšeňský grošů. Předmětem obchodu byla tvrz se dvorem a městečkem Suchdolem, dvůr Hranice, Bohouňovice se dvorem a vsi Bořetice a Mezholezy.
Velké zadlužení panství přetrvávalo, a proto je místokomorník Mikuláš z Gerštorfu v roce 1647 rozdělil mezi věřitele. Největší podíl (městečko s tvrzí a pustým dvorem, pozemky a vesnicemi) dostala Dorota Vamberská, rozená Čákovná z Bohušic, která jej 9. listopadu 1647 prodala hraběti Jindřichu Volfovi Berkovi z Dubé. Nový majitel vykoupil i zbývající díly a suchdolské panství poté spojil s malešovským. Samotná suchdolská tvrz tehdy byla značně zchátralá. Neměla okna ani většinu dveří a z vodou přeplněných příkopů vzlínala vlhkost. Její cena byla odhadnuta na pouhých pět set kop míšeňských grošů. Berkové tvrz v nezbytné míře opravili, aby na ní mohl sídlit úředník přilehlého dvora. Sami ji však navštěvovali jen výjimečně.

### Barokní přestavba
Samostatný panstvím a panským sídlem se Suchdol znovu stal až v roce 1738, kdy jej se třemi vesnicemi koupil od zadluženého Karla Jáchyma z Bredy advokát a profesor pražské univerzity Václav Neumann z Puchholce. Nový majitel bydlel v jihozápadním křídle tvrze, kterou nechal přestavět v barokním slohu. Ostatní části tvrze byly výškově sjednoceny a zastřešeny novými valbovými střechami. Václav Neumann zemřel 14. srpna 1743 a jeho synové statek v roce 1776 prodali Fridrichu Karlu Maxmiliánovi z Osteina, který jej opět připojil k Malešovu.

### Novodobé dějiny
Od té doby suchdolský zámek sloužil pouze hospodářským účelům. V letech 1839–1875 byl zámecký areál přestavěn na cukrovar, jehož ředitelem byl archeolog František Xaver Josef Beneš. Pro potřeby provozu byly adaptovány interiéry východního nároží včetně bývalé věže. Další úpravy proběhly po uzavření cukrovaru, kdy byly zrušeny nádvorní pavlače a přestavěn interiér jihozápadního křídla. Zámek od té doby sloužil jako sýpka a skladiště. Koncem devatenáctého století byla zbořena severozápadní hradba včetně přilehlé hospodářské budovy a jejich místo zaujal nový kravín.
V rámci pozemkové reformy zámecký areál získala obec Suchdol, která nechala upravit kravín na sokolovnu. V jihozápadním křídle byla roku 1946 zřízena škola a na přelomu padesátých a šedesátých let dvacátého století proběhla oprava jihovýchodního křídla, ve kterém byla otevřena knihovna, obřadní síň místního národního výboru a zřízeno několik bytů.

## Stavební vývoj
Nejstarší gotická tvrz měla čtvercový půdorys. Její areál vymezovala hradba chráněná na vnější straně vodním příkopem a valem. Na nádvoří se vjíždělo samostatnou přízemní branskou budovou na severovýchodní straně. Ve východním nároží stávala čtverhranná věž, k níž podél hradby přiléhal patrový palác. Druhá menší věž stávala v západním nároží. Podél severozápadní hradby se táhla hospodářská budova, která se do nádvoří otevírala přízemní gotickou arkádou.
Během renesanční přestavby byla ve starém paláci i ve věži prolomena nová okna s renesančními ostěními. Západní věž byla pohlcena nově zřízeným obytným křídlem přiloženým k jihozápadní hradbě. Jiná jednopatrová budova zaplnila prostor mezi větší východní věží a budovou brány. Na druhé straně brány vznikly stáje. Všechny tři budovy podél severovýchodní strany byly v přízemí zaklenuty valenou klenbou s lunetami. Klenba se dochovala v křídle mezi průjezdem brány a bývalou věží. Komunikaci mezi jednotlivými pokoji v patře umožňovaly pavlače. Jednopatrové budovy měly pultové střechy navazující na atiky. Velká, původně dvoupatrová věž, byla snížena až v polovině sedmnáctého století za Jindřicha Volfa Berky z Dubé.
Podle kupní smlouvy z roku 1738 byl zámek postaven z kamene, střechy měl kryté šindelem a obklopoval jej vodní příkop. V přízemí se nacházely provozní místnosti: sklepy, kuchyně, komora, klenuté světnice a chlév. Část místností v prvním patře obýval písař, ale většina jich sloužila jako sýpka. Václav Neumann nechal upravit především jihozápadní křídlo, v němž se dochovala některá dveřní ostění a barokní krb. Nechal také zasypat příkopy, na jejichž místě zřídil zahradu, oddělenou od vsi ohradní zdí.
Po novodobých hospodářských úpravách se ze starších staveb dochovala jedno až dvoupatrová renesanční křídla na jihovýchodní a jihozápadní straně. Na severovýchodě stojí nezastřešené zdi hospodářských budov se vstupní branou a severozápadní křídlo je moderní stavbou sokolovny. Patrné sgrafitové omítky byly obnoveny při úpravách v polovině dvacátého století. Při nich byla v roce 1962 zbořena barokní zeď oddělující zahradu od prostoru návsi.